# Drapeau de Drenthe
Le drapeau de la province de Drenthe (en néerlandais Vlag van Drenthe) est le drapeau officiel de la province néderlandaise de Drenthe.
Les couleurs rouge et blanche sont les couleurs saxonnes traditionnelles ainsi que celles de la Principauté d'Utrecht par qui la région de Drenthe fut gouvernée dans le passé.

Armoiries de la Basse-Saxe.
Principauté d'Utrecht.

Les six étoiles représentent les six anciennes subdivisions de Drenthe qui se nommaient les dingspellen (nl) : Zuidenveld (nl), Oostermoer (nl), Noordenveld, Rolde, Beilen et Diever. Le château rappelle la ville de Coevorden qui a servi de chef-lieu de la province pendant longtemps.

## Sources
- (en) Cet article est partiellement ou en totalité issu de l’article de Wikipédia en anglais intitulé « Flag of Drenthe » (voir la liste des auteurs).
- (nl) « Het waopen en de vlag », sur Provincie.Drenthe.nl (consulté le 2 janvier 2014)
- (en) « Drenthe Province (The Netherlands) », sur Flags of the world (consulté le 2 janvier 2014)